# Die verwünschte Stadt

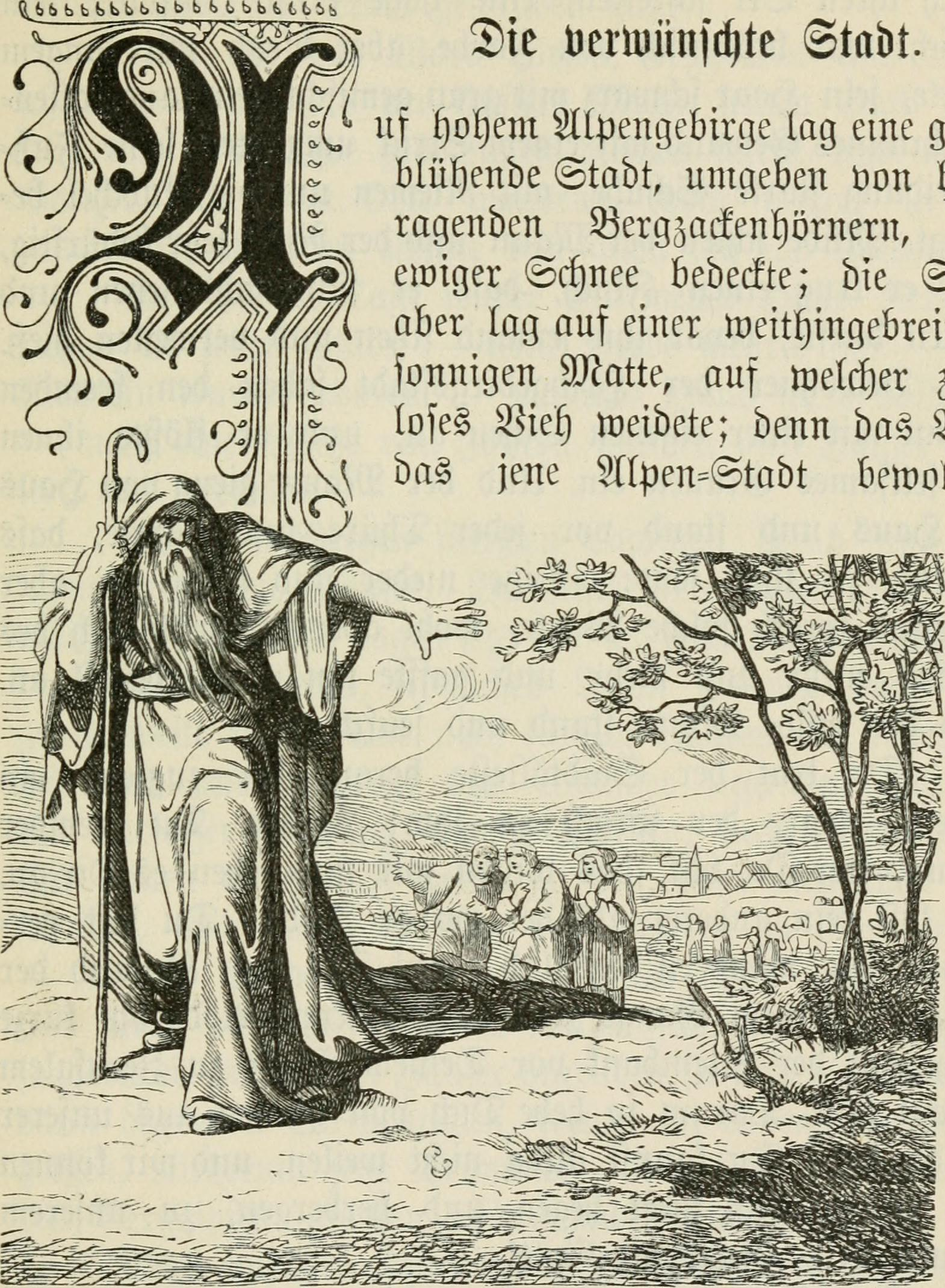
Illustration, 1890

Die verwünschte Stadt ist ein Märchen (AaTh 777). Es steht in Ludwig Bechsteins Neues deutsches Märchenbuch an Stelle 28 und stammt aus seinem Deutschen Sagenbuch von 1853 (Nr. 18: Der ewige Jude auf dem Matterhorn).

## Inhalt
Ein Wanderer ist verflucht, sich nur hinzusetzen, wo man ihn bittet. Doch der Pfarrer der Bergstadt schickt ihn weg, weil er der ewige Jude ist. Er geht und prophezeit den Verfall der Stadt. So kommt es.

## Herkunft
Bechstein entnahm den Text seinem Deutschen Sagenbuch, Nr. 18, „eigentlich Alpensage aus der Nähe des Matterhorns, aber angehaucht vom Zauber der Märchenpoesie.“ … „Hier von mir erweitert und in der düsteren Färbung gehalten.“ Der ewige Jude zitiert Ps 37,10  „Wenn Du nach der Gottlosen Stätte sehen wirst, wird er weg sein“ und Ez 6,14  „Ich will meine Hand über sie ausstrecken und das Land wüst und öde machen.“
Ein ähnliches Thema hat Bechsteins Der wandernde Stab.